# Cine Avenida (Barcelona)
El Cine Avenida va ser inaugurat el 23 de setembre de 1930 a l'Avinguda Paral·lel, 180, de Barcelona. El propietari era Modest Castañé. La sala tenia una capacitat per a 1.600 butaques repartides entre platea i amfiteatre.
El primer programa va ser el Noticiari Metrotone i el film musical Wollywood Revue. A aquesta hi van acudir SSAA els Infants Carlos i Luisa entre altres autoritats.
Durant un temps va programar amb cinema Kursaal.
El 1931 la sala va ser víctima d'un atracament, en el qual va morir el vigilant nocturn.
El 9 de juliol de 1936 es va inaugurar la terrassa que, posteriorment, es va convertir en un cine-terrassa. Durant la Guerra Civil no es van produir grans canvis a la programació, com va passar en altres sales. El 22 de maig de 1937 es va estrenar, en una sessió privada, el primer llarg metratge produït pel Sindicat de la Indústria de l'Espectacle, Barrios bajos.
Va programar conjuntament amb els cines Dorado, Gloria, Excelsior, Barcelona, Ramblas i Goya. El més freqüent era trobar programes dobles.
Quan Enric Marcé Planas es va fer amb la direcció de la sala, la programació es va basar en la reestrena.
L'última projecció va ser Trasplante a la italiana i Un golpe de mil millones el 27 de juny de 1971.